# Ischiopsopha bifasciata
Ischiopsopha bifasciata är en skalbaggsart som beskrevs av Jean René Constant Quoy och Joseph Paul Gaimard 1824. Ischiopsopha bifasciata ingår i släktet Ischiopsopha och familjen Cetoniidae. Inga underarter finns listade i Catalogue of Life.

## Bildgalleri

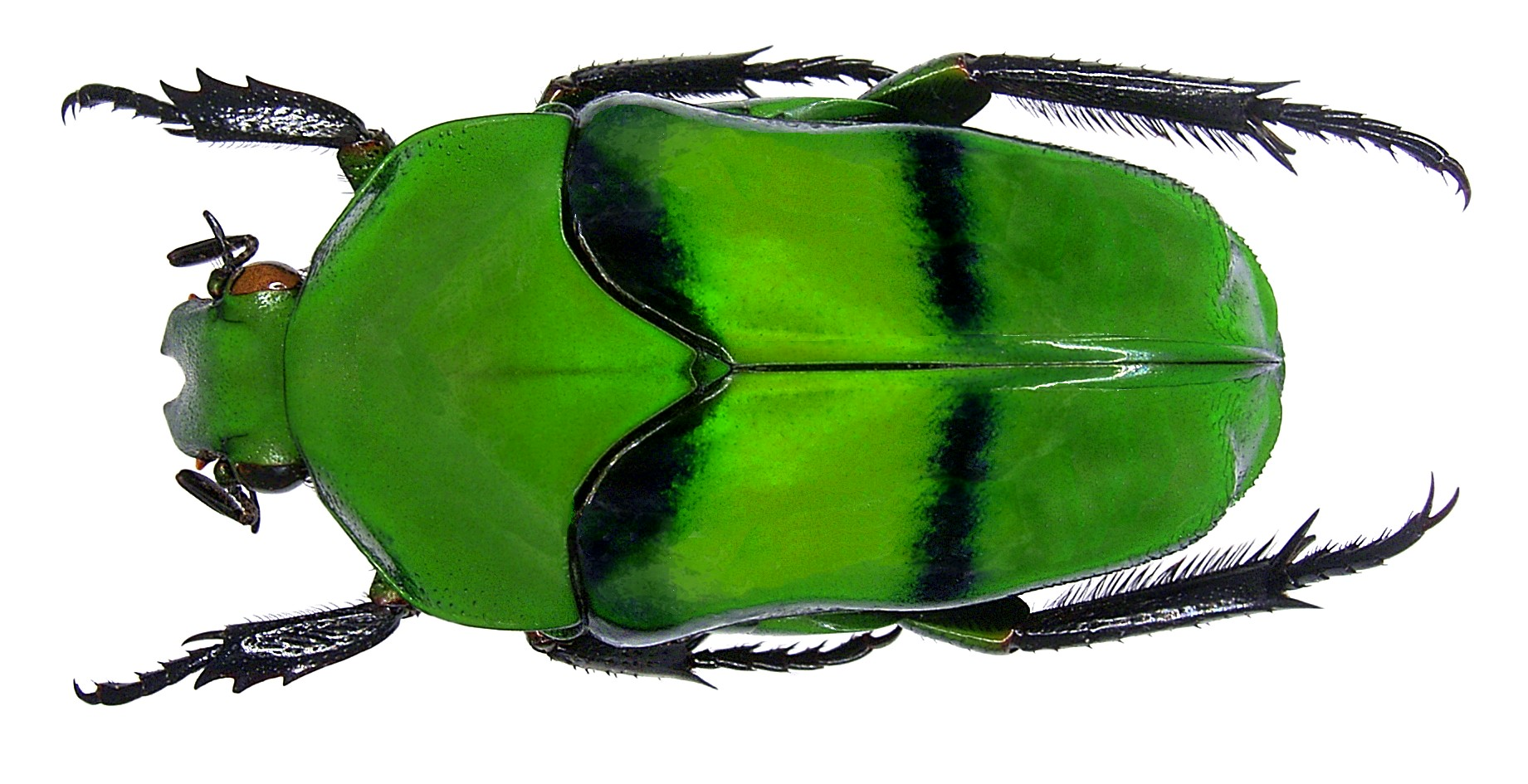
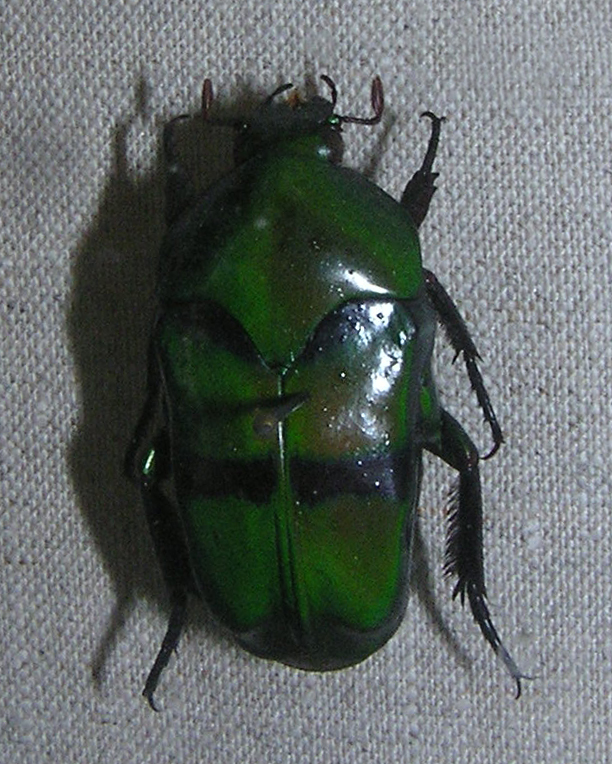